# سوني نولز
سوني نولز (بالإنجليزية: Sonny Knowles) هو مغني أيرلندي، ولد في 2 نوفمبر 1932، وتوفي في 15 نوفمبر 2018.